# Дранка (приток Медынки)
Дранка (устар. Оранка) — река в Калужской области России.
Протекает в юго-восточном и южном направлении по территории Медынского и Дзержинского районов. Исток — северо-восточнее города Медыни. Впадает в реку Медынку в 26 км от её устья по левому берегу. Длина реки составляет 11 км.
Вдоль течения реки расположены населённые пункты сельского поселения «Деревня Михеево» — деревни Васильевское и Клины.

## Данные водного реестра
По данным государственного водного реестра России относится к Окскому бассейновому округу, водохозяйственный участок реки — Угра от истока и до устья, речной подбассейн реки — Бассейны притоков Оки до впадения Мокши. Речной бассейн реки — Ока.
Код объекта в государственном водном реестре — 09010100412110000021627.